# Rebecca S. Nichols
Rebecca S. Nichols (nascida Reed; pseudônimos, Ellen Kate Cleaveland; Nova Jérsia, 28 de outubro de 1819 – Indianápolis, 21 de junho de 1903) foi uma poetisa novecentista americana. Ela foi uma das primeiras escritoras do "jovem Oeste" a receber reconhecimento popular por sua prosa e poesia.
Nichols nasceu em Nova Jérsia. Na juventude, mudou-se para a Região Oeste dos Estados Unidos, onde logo depois, em Louisville, Kentucky, se casou. Suas primeiras peças publicadas apareceram no News-Letter, um jornal conduzido pela Prentice & Co. Desde então, ela contribuiu com muita poesia para os vários periódicos ocidentais. Desde o outono de 1840, ela residia em Cincinnati. Seu período de atividade literária, que começou em 1839, estendeu-se por dezesseis anos, até 1855. Ela não escreveu muito depois disso, embora algumas de suas melhores produções tenham sido esparsamente espalhadas pelos cinco anos subsequentes a esse período.

## Primeiros anos
Rebecca Shepard Reed nasceu em Greenwich, Nova Jérsia, em 28 de outubro de 1819. Quando ela ainda era criança, seu pai, EB Reed, um médico, mudou-se com sua família para a Região Oeste dos Estados Unidos.

## Carreira
Enquanto morava em Louisville, no ano de 1838, casou-se com Willard Nichols, impressor de profissão, a quem acompanhou a St. Louis, Missouri, em 1840, onde o Sr. Nichols embarcou na publicação de um jornal diário e diversos papel. Ela ajudou na edição do jornal. Em 1841, o casal Nichols mudaram-se para Cincinnati, onde continuaram a residir a maior parte do tempo até 1851. Este foi um período de considerável atividade literária naquela região, que resultou no surgimento de alguns dos melhores escritores que o Oeste dos EUA já produziu. Contemporânea com estes, a Sra. Nichols tornou-se popular.
Os primeiros poemas de Nichols foram publicados no Louisville News-Letter e no Louisville Journal, com a assinatura de "Ellen". Em 1844, ela publicou um pequeno volume intitulado Berenice, or the Curse of Minna, and other Poems. O poema principal deste volume era uma tragédia feminina. Várias das peças menores foram de mérito. Apenas uma pequena edição deste livro foi impressa.
Em 1846, Nichols dirigiu um periódico literário em Cincinnati, chamado The Guest, que se tornou bastante popular, e no qual ela publicou muitas de suas composições poéticas desse período. Ela também foi colaboradora da Graham's Magazine, The Knickerbocker e outros periódicos orientais. No início de sua carreira em Cincinnati, a Sra. Nichols contribuiu para o Cincinnati Herald, conduzido por Gamaliel Bailey, uma série de artigos sob o pseudônimo de "Kate Cleaveland". Críticos e literatos amadores tentaram descobrir quem era esse novo autor, uma estrela brilhante. Eventualmente, tornou-se conhecido que o autor era a Sra. Nichols.

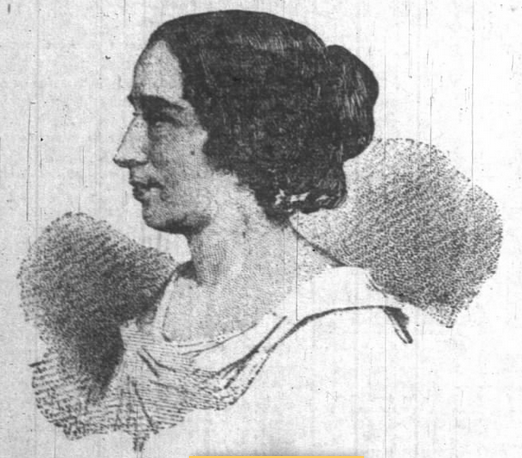
Rebecca S. Nichols, em 1858

Em 1851, sob o patrocínio de Nicholas Longworth, um grande volume de poemas posteriores de Nichols foram publicados sob o título de Songs of the Heart and of the Hearth-Stone, da impressão de Thomas, Cowperthwaite & Co., Filadélfia, e JF Desilver, Cincinnati. Tal era a popularidade estabelecida do autor neste momento, que os editores do Cincinnati Commercial, MD Potter & Co., entraram em um acordo com a Sra. Nichols, para pagar um preço liberal por um poema original para cada semana, se ela escolhesse escrever com tanta frequência, arranjo que continuou por algum tempo. Uma coleção desses e de outros poemas posteriores, com uma seleção de suas publicações anteriores, forneceria material para um novo volume, o que aumentaria em grande parte a reputação do autor.
Entre seus notáveis poemas que circularam amplamente em coleções de livros e jornais podem ser mencionados Stanzas by Moonlight, The Minstrel's Last Song, The Farewell of the Soul to the Body, The Philosopher Toad, Indian Summer, e The Bonnie Brown Bird in the Mulberry Tree. Muitos de seus poemas foram musicados e eram populares entre os cantores.

## Vida pessoal
Sra. Nichols lidou com dificuldades durante toda a sua vida, incluindo a morte prematura de crianças e as flutuações dos negócios. De sete filhos, apenas dois sobreviveram até a idade adulta, a Sra. Isabel Adams e WC Nichols.
Em seus últimos anos, a Sra. Nichols viveu uma vida ativa e, em 1900, fez uma viagem a Chicago. Alguns meses antes de sua morte, sua saúde piorou perceptivelmente. Ela morreu em Indianápolis, em 21 de junho de 1903, de velhice.

## Obras publicadas
- Berenice, or the Curse of Minna, and other Poems, 1844 (em inglês)
- Songs of the Heart and of the Hearth-Stone, 1851 (em inglês)